# Shiori Fujisaki
Shiori Fujisaki es el personaje principal de la saga Tokimeki Memorial, una serie de simulador de citas publicada por la compañía Konami con mucho éxito en Japón. Aparece siempre como la chica ideal entre todas las conquistas posibles, presentando atributos muy elevados en todas las disciplinas como estudiante, lograr enamorarla se presenta como el máximo desafío del jugador. Shiori es considerada como el emblema de la serie y fue utilizada como la mascota de la franquicia para apariciones especiales en otros videojuegos de Konami.

## Información general
Shiori Fujisaki es una bonita chica adolescente que asiste al colegio Kirameki High, tiene el cabello y los ojos de color rojo y viste siempre una vincha amarilla en la cabeza. Se presenta como una compañera de clase del protagonista de Tokimeki Memorial y constituye una de las posibles conquistas, aunque debido a su historia, y la dificultad de ganarse su corazón, es la más importante de todas las chicas de la serie.
Fujisaki es la chica más sobresaliente del Colegio Kirameki, todos los estudiantes varones la quieren. Además de ser hermosa, es muy inteligente, amable y tiene buenas calificaciones en todas las disciplinas, incluso en deportes. Lo único en donde Shiori no destaca es en el amor, es demasiado tímida para expresar sus sentimientos. Su mejor amiga es Megumi Mikihara.
Shiori es en realidad una amiga de la infancia del protagonista. Ambos eran mejores amigos cuando niños, pero con el correr de los años se fueron distanciando, manteniéndose como simples amigos. Para convertirla en su novia, el jugador deberá hallar la manera de acercarse a Shiori y recuperar su interés. Es uno de los personajes más difíciles de ganar en el juego, sus requisitos para ponerse de novia son sumamente elevados y obligan al jugador a salir bien en todos los campos. El jugador además debe lograr calificar para una universidad de primera categoría, ya que Shiori desea ir a una al finalizar la secundaria.
La voz de Shiori Fujisaki es interpretada por la actriz Mami Kingetsu. La popularidad del personaje la llevaría a aparecer en gran cantidad de merchandising, incluyendo CDs musicales, Showmatch y audionovelas dedicados exclusivamente a Shiori.

### Formas especiales
- Shiori Fujisaki Bomber: Shiori hizo su debut en la saga Bomberman en el año 2017 en el videojuego Super Bomberman R. Shiori es una Bomberman colegiala que asiste al Instituto Kirameki del Planeta Tokimemo. Es de ese tipo de chicas al alcance de casi nadie. No es solo guapa, inteligente y estudiante disciplinada, sino que además se le dan bien todos los deportes. Ha robado los corazones de muchos chicos de la escuela, pero ninguno de ellos ha logrado conquistar el suyo. Sus aficiones son coleccionar cintas para la cabeza y escuchar música clásica. Su habilidad especial es el Campo Tokimeki.

## Apariciones en videojuegos

### En la saga Tokimeki Memorial
- Tokimeki Memorial (1994 - PC Engine): Simulador de citas en donde el jugador vive tres años como esudiante del Colegio Hirameki. Shiori Fujisaki aparece como una de las compañeras de clase del protagonista y además su amiga de la infancia. Es sumamente difícil de conquistar. El objetivo final del juego es lograr que Shiori confiese su amor por el protagonista al terminar el colegio.

- Tokimeki Memorial Taisen Puzzle-Dama (1995 - Arcade, PS1, Saturn): Un videojuego de puzle de bloques en donde se puede escoger como competidores a las chicas de Tokimemo. Shiori aparece como uno de los personajes seleccionables.[1]

- Tokimeki Memorial: Forever With You (1995 - PS1, Saturn): Versión actualizada de Tokimeki Memorial con varias mejoras. Shiori aparece en el mismo rol.

- Tokimeki Memorial: Densetsu no Ki no Shita de (1996 - SFC): Conversión especial de Tokimeki Memorial que incluye varias modificaciones. Shiori aparece en el mismo rol.

- Tokimeki Memorial Private Collection (1997 - PS1): Un CD interactivo que contiene contenido diverso relacionado con Tokimemo, tales como imágenes, música, minijuegos y adivinación. Shiori aparece como una de las chicas de la serie. También hay un minijuego de preguntas en donde el jugador puede escoger a Shiori, y si gana, conseguirá una escena en donde tienen una cita en la playa.[2]

- Tokimeki Memorial Oshiete Your Heart (1997 - Arcade): Versión de Tokimemo para Arcades con nuevos gráficos y tiempo de juego considerablemente reducido para resultar más fugaz. Shiori aparece como una de las chicas a conquistar, siendo el objetivo del juego lograr que confiese su amor debajo del árbol legendario.[3]

- Tokimeki Memorial Taisen Tokkae Dama (1997 - PS1, Saturn):  Un videojuego de puzle de bloques en donde se puede escoger como competidores a las chicas de Tokimemo. Shiori aparece como uno de los personajes seleccionables. Incluye diálogos especiales con voz para cada enfrentamiento.

- Tokimeki Memorial Selection: Fujisaki Shiori (1997 - PS1, Saturn): Una colección de imágenes, vídeos musicales y un minijuego de piedra, papel o tijeras que tienen a Shiori Fujisaki como la protagonista.

- Tokimeki Memorial Drama Series Vol. 1: Nijiiro no Seishun (1997 - PS1, Saturn): Una novela visual que recrea los eventos de Tokimeki Memorial. Shiori Fujisaki aparece como una de las chicas del juego, aunque en un rol secundario.

- Tokimeki no Houkago (1998 - PS1): Un videojuego de preguntas en donde se puede escoger a Shiori Fujisaki, entre las otras chicas de Tokimemo, como una compañera. Si el jugador logra ganar podrá ver una escena final en donde se convierte en la novia del protagonista.

- Tokimeki Memorial Drama Series Vol. 2: Irodori no Love Song (1998 - PS1, Saturn): Una novela visual que recrea los eventos de Tokimeki Memorial. Shiori Fujisaki aparece como una de las chicas del juego, aunque en un rol secundario.

- Tokimeki Memorial Drama Series Vol. 3: Tabidachi no Uta (1999 - PS1, Saturn): Una novela visual que tiene a Shiori Fujisaki y Miharu Tatebayashi como personajes principales. La historia permite al protagonista escoger distintas alternativas que finalizarán con una de las dos chicas como novia.

- Tokimeki Memorial Pocket Sports Version: Kotei no Photograph y  Tokimeki Memorial Pocket Culture Version: Komorebi no Melody (1999 - GBC): Un simulador de citas lanzado en dos versiones simultáneas que se diferencian por presentar distintas chicas. Shiori es una de las pocas heroínas que se pueden encontrar en las dos versiones.

- Tokimeki Memorial 2 Substories Vol. 3: Memories Ringing On (2001 - PS1): Un simulador de citas en donde Shiori Fujisaki regresa como personaje invitado del Tokimemo original. Se puede conseguir un final especial en donde Shiori lleva al jugador al colegio Kirameki para conocer el árbol legendario.

- Shiori Jan! (2001 - Móvil): Juego de piedra, papel o tijera en donde el oponente es Shiori.

- Tokimeki Memorial Typing (2003 - PC, Macintosh): Juego de tipeo basado en el Tokimemo original. Shiori Fujisaki aparece como una de las chicas que se pueden conquistar.

- Tokimeki Memorial: Forever With You Emotional (2025 - Switch): Versión actualizada de Tokimeki Memorial: Forever With You con varias mejoras. Shiori aparece en el mismo rol.

### En otras series
- Jikkyou Oshaberi Parodius  (1995 - SFC): El segundo nivel se desarrolla en el colegio de Tokimeki Memorial. Shiori y las demás chicas aparecen como enemigos menores que vuelan en burbujas al finalizar la etapa.

- Konami Wai Wai Sokoban  (2006 - Celular): Juego estilo Sokoban en donde se puede escoger a varios personajes conocidos de Konami, incluyendo a Shiori Fujisaki.

- Otomedius Excellent  (2011 - Xbox 360): Shiori aparece como una enemiga y es la jefa del quinto nivel, pilotea la nave Heaven's Gate. En el universo de Otomedius, Shiori es una estudiante de la Academia St. Gradius que resulta influenciada por los alienígenas villanos para servirles y como premio a su lealtad le permiten usar esta nave. Su uniforme ha sido cambiado a uno oscuro que resulta más de acuerdo con su rol de villana.

- New Love Plus  (2012 - Nintendo 3DS): En el minijuego Motto Moero! Taisen Puzzle Dama, aparece Shiori Fujisaki como uno de los rivales.[4]

- Mahjong Fight Club SP (2016 - iOS, Android): Shiori Fujisaki fue incluida como un personaje especial "Petit Pro".

- Super Bomberman R (2017 - Nintendo Switch): Shiori Fujisaki Bomber es uno de los Bomberman seleccionables.

- Bombergirl (2017 - Arcade): Shiori Fujisaki es una de las Bombergirls seleccionables.

- Duel Dream (2021 - Medal Game): Shiori Fujisaki aparece como CPU del Duelo de Bingo.

- Super Bomberman R Online (2021 - Stadia, PS4, Xbox One, Switch, Steam): Shiori Fujisaki Bomber es uno de los Bomberman seleccionables.

- Mahjong Fight Girl (2023 - Arcade): Shiori Fujisaki es una de las personajes seleccionables.

- Super Bomberman R 2 (2023 - PS4, PS5, Xbox One, Xbox Series X,  Switch, Steam): Shiori Fujisaki Bomber es uno de los Bomberman seleccionables.

- Jikkyou Pawafuru Puroyakyu (2024 - iOS, Android): Shiori Fujisaki aparece como jugable en el evento Konami Dorimu Korabo.

- Jikkyō Powerful Pro Yakyū 2024-2025 (2024 - PS4, Switch):

### Cameos
- Ganbare Goemon 3: Shishijūrokubē no Karakuri Manji Gatame  (1994 - SFC): Shiori aparece como la empleada en una de las tiendas de viajes del juego.

- Konami GB Collection Vol. 1 (1997 - Game Boy): Shiori aparece en el menú de selección de juegos.

- Mitsumete Knight R: Daibouken-hen (1998 - PlayStation): Al iniciar el juego por segunda vez ("Nuevo Juego +"), en el PrintStation del primer pueblo, el fondo cambia mostrando a numerosos personajes de Konami, incluyendo a Shiori Fujisaki.[5]

- WarioWare D.I.Y. (2009 - DS, WiiWare): Shiori aparece en uno de los microjuegos dedicados a Tokimeki Memorial.

- Hirameki Puzzle: Maxwell no Fushigi na Note (2011 - Nintendo DS): Versión japonesa de Sribblenauts. Shiori puede ser invocada como uno de los ayudantes al escribir su nombre.

- Pixel Puzzle Collection (2018 - (iOS y Android): Shiori aparece como un imagen lógico.

## Otros Medios
- Himawari jigoku (1998 - Manga): Shiori aparece un cameo como una carátula y el título del juego en la página 73 del 4koma del manga.

- Tokimeki Memorial (OVA) (1999 - OVA de 2 Episodios)

- Susume! Seigaku Dennou Kenkyubu (1999 - Manga): Shiori Fujisaki aparece como disfraz en el capítulo 7.

- High Score Girl (2018 - Serie de TV): Shiori Fujisaki de Tokimeki Memorial hace un cameo en el Capítulo 15.

## Carrera musical
Cuando Tokimeki Memorial fue lanzado por primera vez, tuvo un éxito arrasador en el Japón y Konami de inmediato publicó gran cantidad de merchandising y material relacionado con las chicas del juego. El caso más particular fue el de Shiori Fujisaki, quien se convirtió en una popular ídolo virtual y se publicaron varios álbumes discográficos en donde aparece como la cantante principal. Durante su exitosa carrera musical, Shiori fue siempre interpretada por la actriz Mami Kingetsu- 

### Discos Hablados
Estos discos contienen una narración hablada de Shiori Fujisaki. Fueron distribuidos de forma no comercial como obsequio con otros productos o como premios en centros de juegos. 
- Tokimeki Memorial disc collection Diarys No.13 "Shiori Fujisaki Diary" -April- (1996 - CD con narraciones de Shiori)
- Tokimeki Memorial disc collection Date No. 25 "Shiori Fujisaki Date" -Zoo- (1997 - CD con narraciones de Shiori)

### Sencillos
Estos son lanzamientos discográficos con temas individuales de Shiori Fujisaki. 
- Oshiete Mr. Sky: Kate to issho ni ikou (1996 - CD Sencillo)
- Owaranai Memory: Shiori Fujisaki (septiembre de 1997 - CD Sencillo)
- Mou Ichido Kiss Shiyou / Shiori Fujisaki (marzo de 1998 - CD Sencillo)
- Say Hello! / Mie Kuribayashi with Shiori Fujisaki (mayo de 1998 - CD Sencillo)
- Shiawase no Image / Shiori Fujisaki (marzo de 1999 - CD Sencillo)
- Issho ni Itai Kara / Shiori Fujisaki (noviembre de 1999 - CD Sencillo)

### Àlbumes musicales
My Sweet Valentine fue el debut discográfico de Shiori Fujisaki como cantante de música pop japonesa, impulsada por el suceso de los videojuegos, Shiori se convirtió en una ídolo virtual en Japón. Su primer álbum fue bien recibido y pronto se lanzaron más discos. 
- My Sweet Valentine / Shiori Fujisaki (febrero de 1997 - CD álbum)
- Memories / Shiori Fujisaki (noviembre de 1997 - CD álbum)
- Kaze no Tobira / Shiori Fujisaki (abril de 1999 - CD álbum)
- Tokimeki Memorial Guido Suller Series Vol. 3: Poem of Depature Original Game Soundtrack (mayo de 1999 - CD Banda sonora)
- Shiori Fujisaki - Forever With You (diciembre de 1999 - CD álbum)
- Shiori Fujisaki Image Song Collection - To the Precious You (febrero de 2002 - CD Complicado)

## Curiosidades
- La fecha de cumpleaños de Shiori en el juego original dependía de la elección del jugador. En lanzamientos posteriores se la estableció como el 27 de mayo, que coincide con el lanzamiento del primer juego de Tokimeki Memorial.

- Durante su carrera como cantante, Shiori Fujisaki contaba con un fan club llamado Shiori Mate, reconocido oficialmente por Konami.